# بیلی نیل (بازیکن فوتبال، زاده ۱۹۳۹)
بیلی نیل (انگلیسی: Billy Neil; ۲۲ مهٔ ۱۹۳۹ – ۲۲ سپتامبر ۲۰۱۴) بازیکن فوتبال اهل بریتانیا بود.
وی در تیم ملی فوتبال پادشاهی متحد بازی کرده‌است.